# Spicy’s Gewürzmuseum

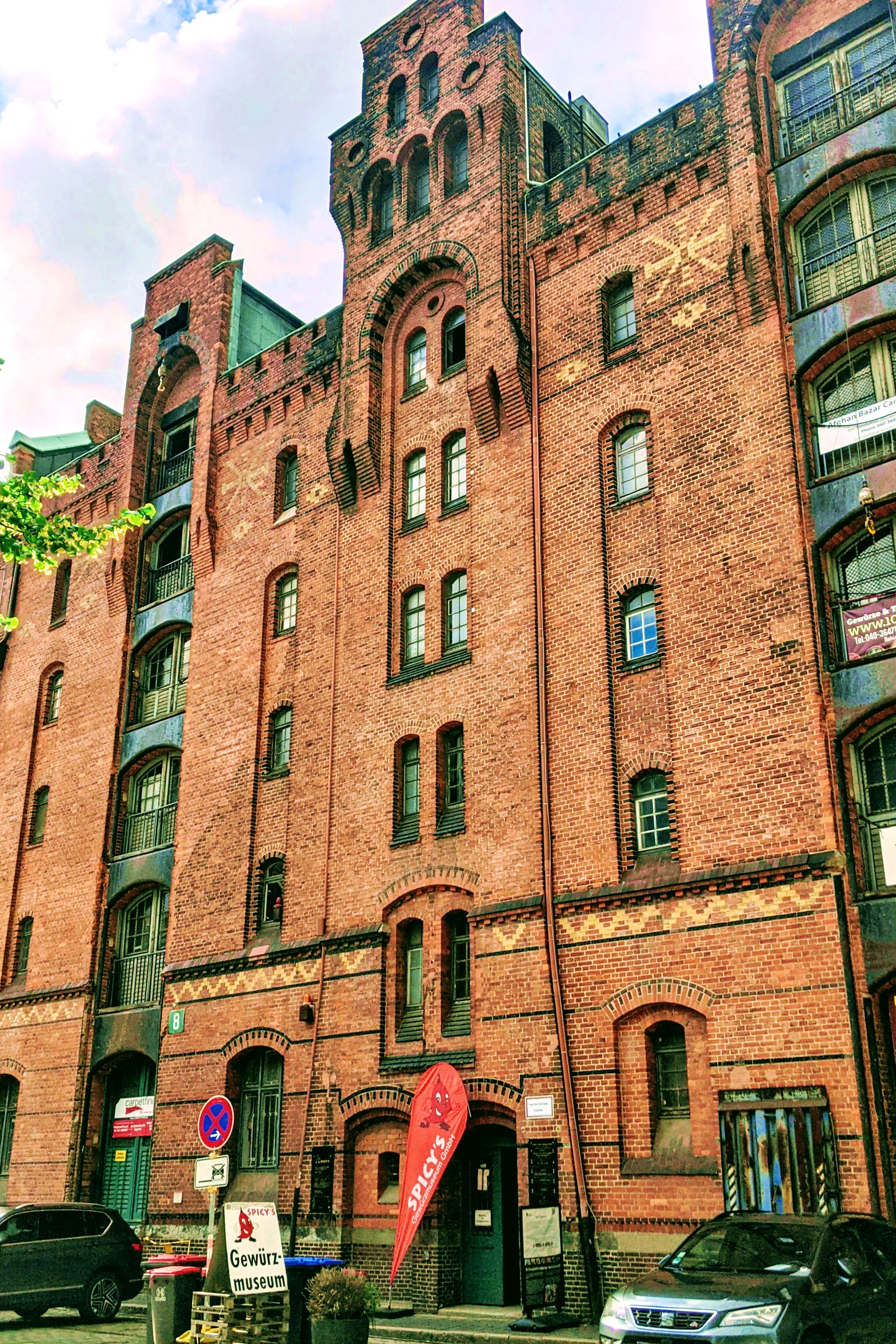
Gewürzmuseum, Ansicht vom Sandtorkai

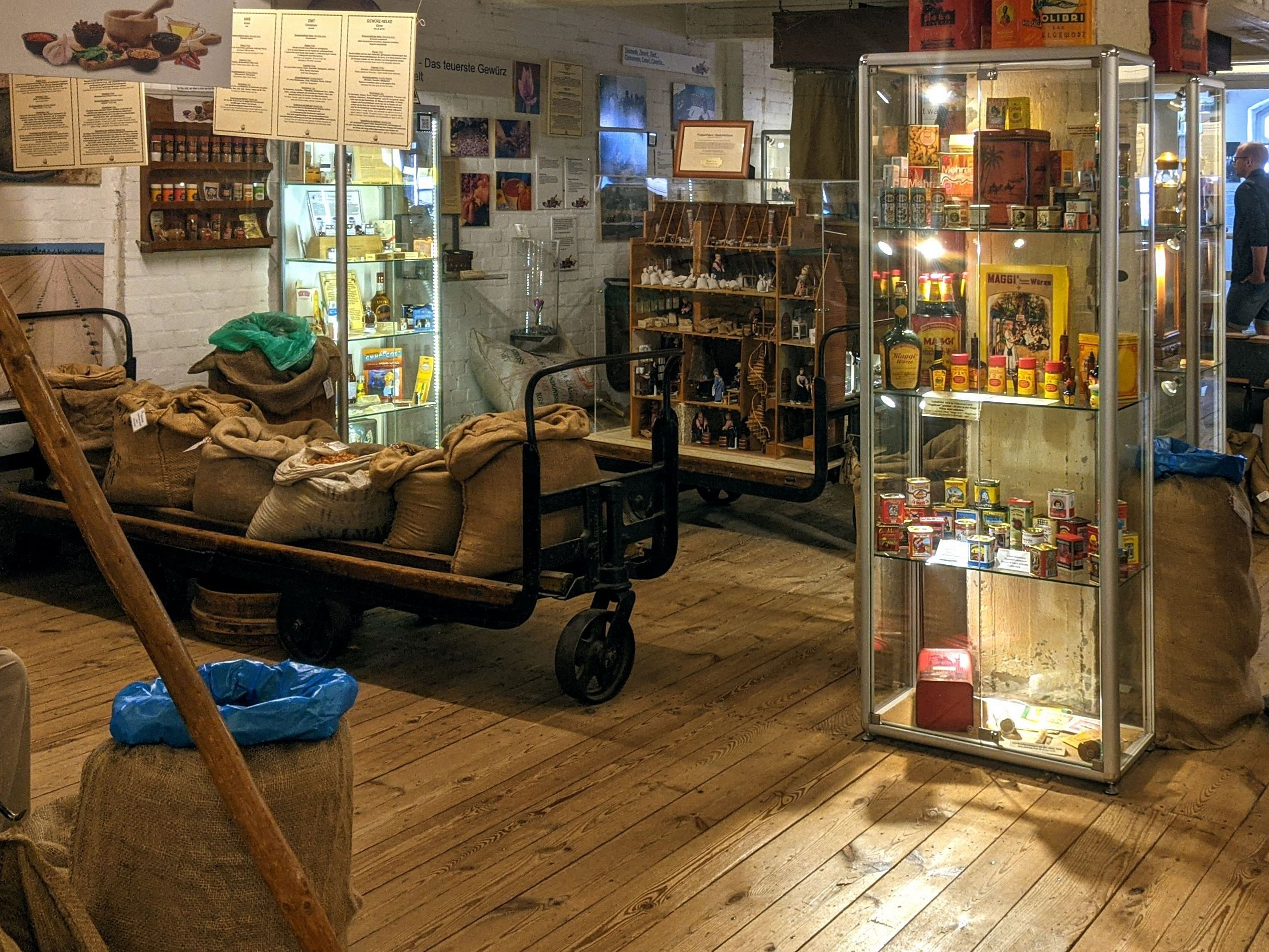
Blick in die Ausstellung

Spicy’s Gewürzmuseum ist ein 1991 gegründetes, privates Museum in Hamburg. Das Museum widmet sich dem Thema Gewürze. Es gilt als erstes Gewürzmuseum der Welt und befindet sich seit 1993 im UNESCO‑Weltkulturerbe Speicherstadt. 

## Beschreibung
Das Museum befindet sich seit 1993 in der historischen Speicherstadt auf einem alten Lagerboden im Speicher Block L. Zunächst war es Am Sandtorkai 32 über dem ehemaligen Afghanischen Museum beheimatet und hat seit dem Umzug 2012 seinen Sitz Am Sandtorkai 34. 
In der 350 m² großen Ausstellung wird das Thema Gewürze von vielen Seiten dargestellt. Die Besucher können über 50 Gewürze anfassen, riechen und probieren. Wirkungen und Anwendungen von Gewürzen werden dargestellt und gezeigt, aus welchen Ländern die jeweiligen Gewürze stammen. Über 900 Ausstellungsstücke aus den letzten fünf Jahrhunderten geben einen Eindruck, wie Gewürze angebaut, geerntet, weiterverarbeitet und transportiert werden.
Wichtiger Teil der Ausstellung ist die Rolle der Gewürze und des Gewürzhandels in der Geschichte, die eng mit der Geschichte Hamburgs, der Speicherstadt und der Seefahrt verbunden sind. Zusätzlich werden Sonderveranstaltungen wie Vorträge, Lesungen und Kochvorführungen angeboten.